# ان‌جی‌سی ۶۷۴۴
ان‌جی‌سی ۶۷۴۴ (انگلیسی: NGC 6744) یک کهکشان مارپیچی میانی است که حدود ۳۰ میلیون سال نوری از زمین در صورت فلکی طاووس جای دارد.